# Jean-Louis-François Collinet
Pour les articles homonymes, voir Collinet.
Jean-Louis-François Collinet était un chef cuisinier français à qui l’on attribue plusieurs innovations culinaires célèbres dans les années 1830, notamment la sauce béarnaise et les pommes soufflées.

## Sauce béarnaise
Collinet était le chef de cuisine au Pavillon Henri IV, situé aux abords de Paris, où il est largement reconnu pour avoir inventé la sauce béarnaise le 24 août 1837.
Selon certaines sources, Collinet aurait mis au point cette recette par erreur en voulant rattraper une réduction d'échalote ratée en émulsifiant un jaune d’œuf. C'est ainsi qu'il créa la fameuse sauce à base de beurre fondu, de jaune d’œuf, d’échalote et d’estragon.
Interrogé par les clients sur le nom de cette nouvelle sauce, il improvisa celui de « sauce béarnaise », son regard s’étant porté sur le buste d’Henri IV, natif de Pau, la capitale du Béarn, qui trônait dans la salle.

## Pommes soufflées
On attribue également à Jean-Louis-François Collinet la création, par inadvertance, des pommes soufflées le 24 août 1837. Ce plat de pommes de terre frites, considéré comme un précurseur des frites modernes, serait né d’un incident survenu alors que Collinet préparait un repas pour la reine Marie-Amélie.
Selon le récit traditionnel, le train de la souveraine ayant été retardé, les pommes de terre frites initialement préparées eurent le temps de refroidir. Collinet les replongea alors dans l’huile chaude afin de les réchauffer, ce qui provoqua leur gonflement inattendu, leur conférant une texture à la fois légère et croustillante. Bien que cette anecdote soit largement répandue, son origine demeure circonstancielle et ne repose sur aucune preuve documentaire directe,.
Le Pavillon Henri IV continue de fonctionner comme restaurant à Saint-Germain-en-Laye, en France.